# Andrej Hryc
Andrej Hryc (Pozsony, 1949. november 30. – Pozsony, 2021. január 31.) szlovák színész.

## Fontosabb filmjei
Mozifilmek
- Édes gondok (Sladké starosti) (1985)
- Én vagyok a szomszédom (Utíkejme, už jde!) (1987)
- Jóbarátok (Kamarád do deště) (1988)
- Babilon folyói (Rivers of Babylon) (1998)
- Szökés Budára (Útěk do Budína) (2002)
- Báthory – A legenda másik arca (Bathory) (2008)
- Egy keresztapa története (Příběh kmotra) (2013)

Tv-filmek
- Vidd fel a sírodat a hegyre (Vynes na horu svoj hrob) (1979)
- A cukor (Cukor) (1982)
- Bolha a fülbe (Chrobák v hlave) (1983)
- Lázadás (Uprising) (2001)

Tv-sorozatok
- Frankenstein nagynénje (Teta) (1987, hét epizódban)
- Černí baroni (2004, 11 epizódban)
- Panelák (2008–2009, 24 epizódban)
- Ulice (2009–2013, hat epizódban)
- Druhý dych (2012, 29 epizódban)
- Szlávok (Slovania) (2021)